# Teetet (poeta)
Teetet (en llatí Theaetetus, en grec Θεαίτητος) va ser un poeta grec que va florir a l'entorn de l'any 316 aC.
Sis poesies epigramàtiques seves figuren a l'Antologia grega. L'únic cert que se sap d'aquest poeta és que va viure posteriorment al filòsof Cràntor. Diògenes Laerci va conservar el seu epitafi.